# Штромбергер, Мария
Мария Штромбергер (нем. Maria Stromberger, 16 марта 1898, Метниц, Каринтия — 18 мая 1957, Брегенц) — австрийская медсестра и участница Сопротивления времен национал-социализма, помогавшая заключённым концентрационного лагеря Освенцим.

## Биография
Мария Штромбергер в 1912 окончила курсы воспитательниц детского сада, затем изучала сельское и гостиничное хозяйство. В течение десяти лет работала шеф-поваром в гостинице своей сестры. Ухаживала за больным отцом, а когда тот умер, начала изучать медсестринское дело в санатории Мерерау в Брегенце. Завершила учёбу в Хайльбронне.
В 1937 вернулась в Брегенц, где работала медицинской сестрой. Затем её направили в Кёнигсхютте (ныне г. Хожув в Польше), где 1 июля 1942 Мария начала работать в инфекционном отделении городской инфекционной больницы. Там она ухаживала за двумя бывшими заключёнными Освенцима, которые в бреду рассказывали об Освенциме. Добровольно попросила направить её в Освенцим 1 октября 1942: «Я хочу увидеть, как это на самом деле; возможно, я тоже смогу сделать что-то хорошее».
30 октября 1942 была назначена старшей медсестрой в эсэсовский госпиталь. Её начальником был
эсэсовский врач Эдуард Виртс. В госпитале она добывала для заключённых медикаменты и питание,
прятала заключённых и ухаживала за ними, нелегально доставляла почту и добывала для внутрилагерной
группы сопротивления информацию для листовок, а также важные предметы, в том числе оружие и боеприпасы.
Неоднократно бывала на грани провала. В начале января 1945 благодаря ложному диагнозу была направлена в берлинский госпиталь и таким образом избежала ареста внутрилагерным гестапо. Из Берлина была перемещена в неврологическую больницу в Праге. После трёх недель пребывания в больнице была выписана и отправилась в Брегенц. Там узнала о крахе режима национал-социализма.
После окончания войны была арестована французскими оккупационными властями и отправлена в лагерь для интернированных. Благодаря свидетельствам бывших заключённых Освенцима была установлена её невиновность. В 1947 в Варшаве свидетельствовала против бывшего коменданта концлагеря Освенцим Рудольфа Хёсса.
Федеральным конгрессом общества бывших узников концлагерей в 1955 была избрана его первым почётным членом.
С февраля 1949 работала подсобной рабочей на текстильной фабрике и до своей смерти в 1957 жила в Брегенце. Страдала заболеванием сердца. Умерла в мае 1957 от инфаркта.
В честь неё в Брегенце названа улица Мария-Штромбергер-вег, которая соединяет земельный госпиталь Брегенца и медицинское училище.